# Katedra Niepokalanego Poczęcia Najświętszej Marii Panny w Moskwie
Katedra Niepokalanego Poczęcia Najświętszej Marii Panny (ros. Собор Непорочного Зачатия Пресвятой Девы Марии) – największy, jeden z dwóch, działających współcześnie kościołów katolickich w Moskwie.

## Historia
Kościół powstał przede wszystkim dzięki składkom polskiej społeczności Moskwy, która na początku XX wieku liczyła około 30 000 osób, a także dzięki darom od katolików z całej Rosji. Na czele komitetu do spraw budowy kościoła stał proboszcz parafii pod wezwaniem św. Piotra i Pawła w Moskwie, ks. prał. Antoni Wasilewski. Jako prawnik budową opiekował się Aleksander Lednicki. Projektantem świątyni i nadzorcą jej budowy był polski architekt mieszkający i wykładający w Moskwie Tomasz Bohdanowicz-Dworzecki. Budowa zakończona została wyświęceniem kościoła, które miało miejsce 24 grudnia 1911 roku, ale prace nad wykańczaniem wnętrz trwały do 1917 roku.
W latach 1924–1931 jednym z księży był poeta Siergiej Sołowiow.
Kościół zamknięto w 1937 roku, a w roku następnym przejęło go państwo. Początkowo urządzono w nim akademik. W czasie II wojny światowej kościół ucierpiał od bombardowań. W 1956 roku w budynku znalazło siedzibę przedsiębiorstwo projektowe „Mosspecpromprojekt”, które dokonało znaczącej jego przebudowy, m.in. dzieląc wnętrze na 4 kondygnacje.
Od 1990 roku przed budynkiem odprawiano nabożeństwa (zapoczątkowane mszą sprawowaną przez księdza Tadeusza Pikusa 8 grudnia tegoż roku), ale został on zwrócony wiernym po wielu naciskach dopiero w 1996 roku. Od tego momentu trwała renowacja kościoła prowadzona głównie przez polskie przedsiębiorstwa, w szczególności Pracownie Konserwacji Zabytków, Budimex i Energopol, które wspierały ją także finansowo, podobnie jak wielu darczyńców z Polski. Wielu polskich robotników zatrudnionych w Moskwie pracowało przy odbudowie świątyni w czynie społecznym. Nowy projekt wnętrza kościoła wykonał Jan Tajchman. 19 grudnia 1999 kościół został uroczyście poświęcony przez kardynała Angelo Sodano i otrzymał status katedry. W 2005 zamontowano nowe organy.
W katedrze odprawiane są msze w językach: rosyjskim, polskim, koreańskim, angielskim, francuskim, hiszpańskim, ormiańskim oraz po łacinie.

## Galeria

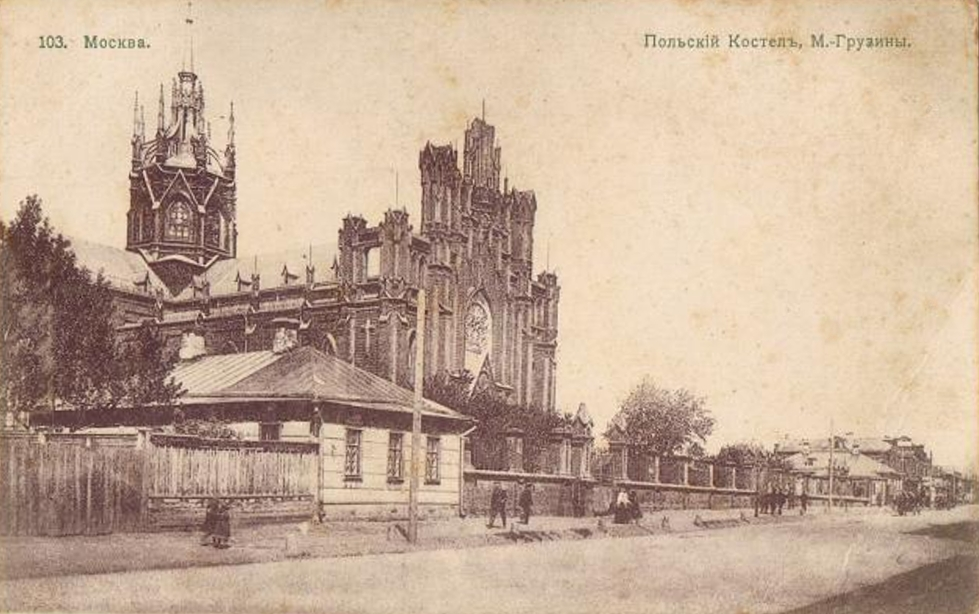
Katedra na pocztówce z 1911 r.
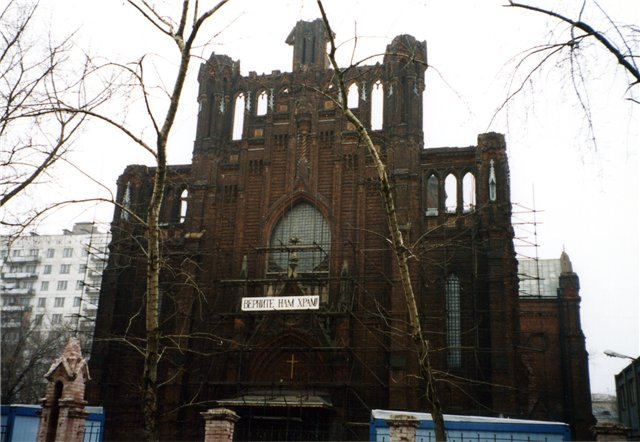
Przed renowacją (około 1992)
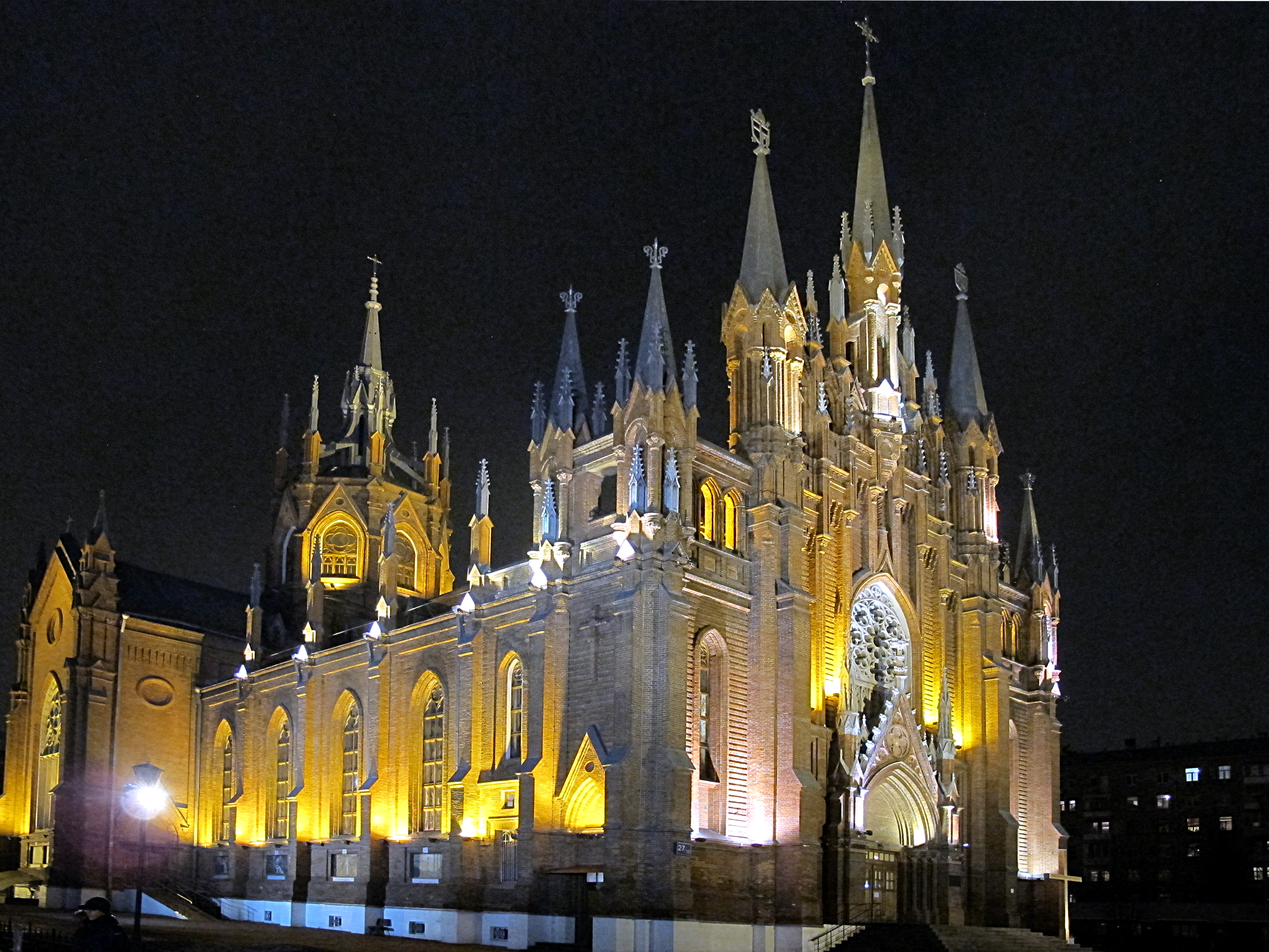
Nocą
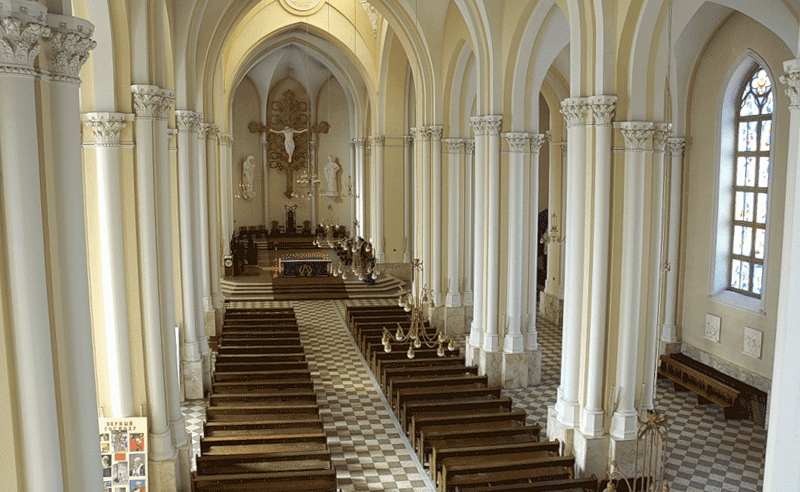
Wnętrze
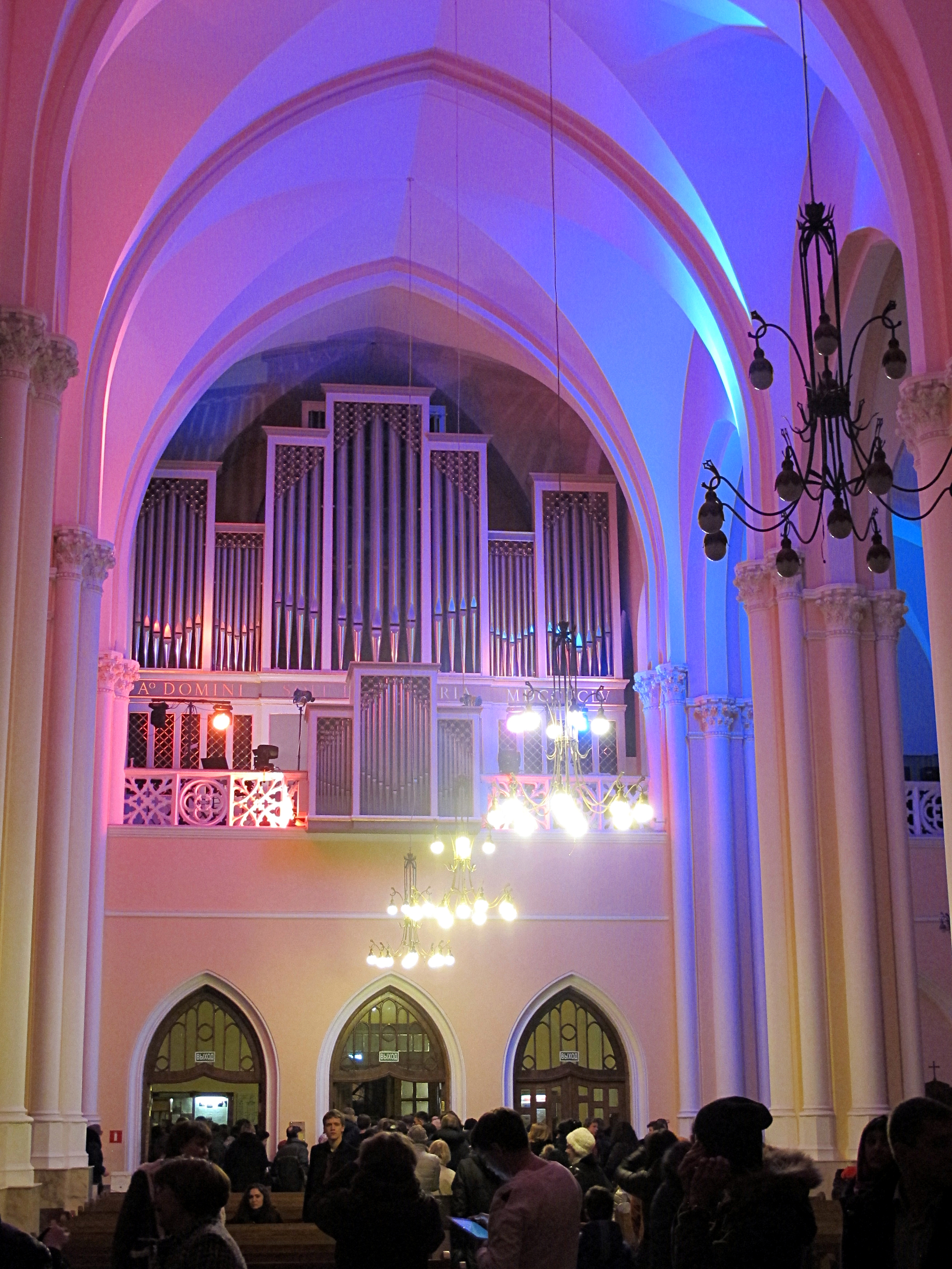
Organy
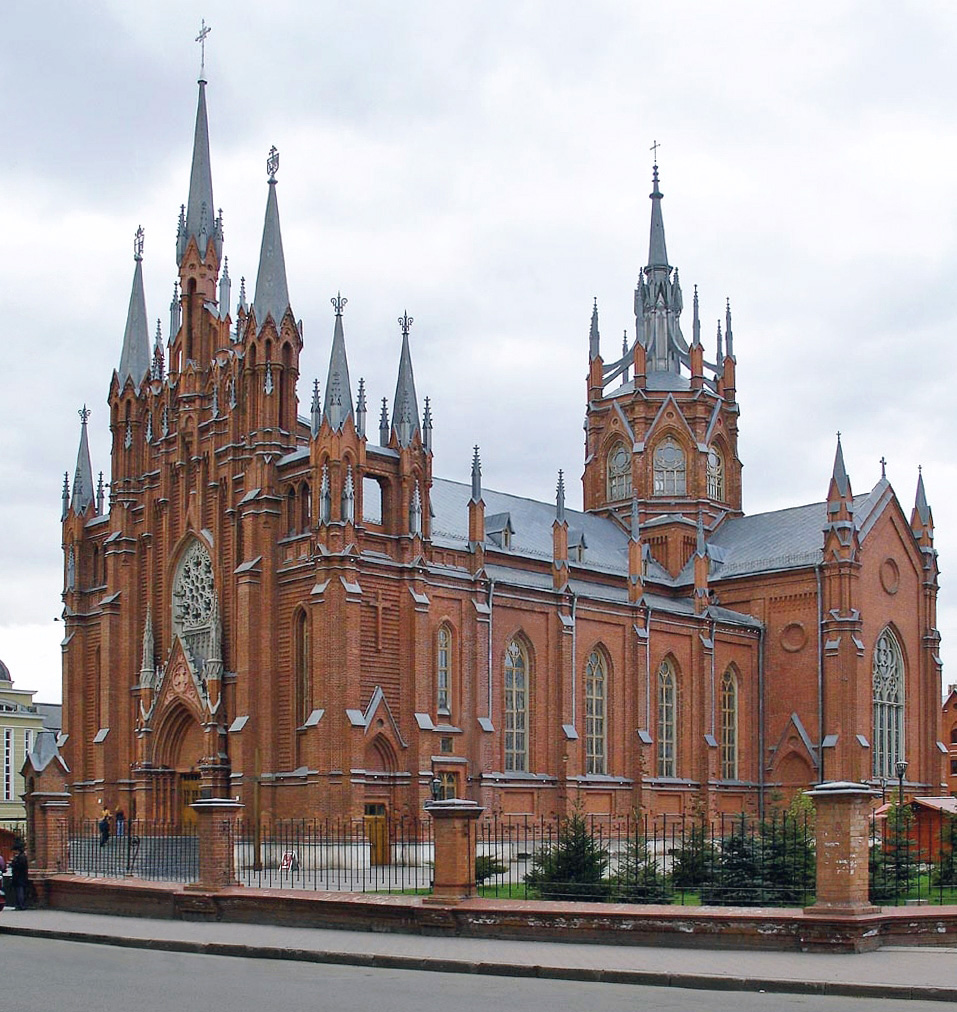
Kościół za dnia